# Yolanda Toussieng
Yolanda Toussieng (* 1949) ist eine US-amerikanische Maskenbildnerin, die zweimal den Oscar für das beste Make-up gewann.

## Biografie
Yolanda Toussieng begann 1982 als Maskenbildnerin bei der auf dem Film Schütze Benjamin (1980) basierenden gleichnamigen Fernsehserie und war bisher an über 50 Film- und Fernsehproduktionen beteiligt.
1986 erhielt sie mit der Hairstylistin Shirley Crawford ihre erste Nominierung und zwar für einen Emmy für herausragende Leistungen im Hairstyling in der ersten Folge der zweiten Staffel der von der American Broadcasting Company (ABC) produzierten Fernsehserie Fackeln im Sturm (1986). 1989 gewann sie mit Jerry Masone einen Daytime Emmy Award für herausragende Leistungen im Hairstyling für die Folge „To Tell The Tooth“ der vom Columbia Broadcasting System (CBS) produzierten Serie Pee-wee's Playhouse (1986).
Für das Make-up in Mrs. Doubtfire – Das stachelige Kindermädchen (1993) gewann sie 1994 mit Greg Cannom und Ve Neill ihren ersten Oscar für das beste Make-up und erhielt darüber hinaus mit diesen eine Nominierung für den British Academy Film Award (BAFTA Award) für die beste Maske 1995. Neben einem zweiten Oscar bei der Oscarverleihung 1995 für das beste Make-up in Ed Wood (1994), den sie zusammen mit Rick Baker und Ve Neill erhielt, bekam sie mit diesen auch wiederum 1996 eine Nominierung für den BAFTA Award für die beste Maske.
1996 war sie zugleich für den Saturn Award für das beste Make-up nominiert und zwar erneut mit Rick Baker und Ve Neil für Batman Forever (1995). Für das Make-up in Master & Commander – Bis ans Ende der Welt (2003) war sie bei der Oscarverleihung 2004 gemeinsam mit Edouard F. Henriques für einen weiteren Oscar nominiert und erhielt für diesen Film außerdem mit Kim Santantonio und Barbara Lorenz eine weitere Nominierung der Hollywood Makeup Artist and Hair Stylist Guild für das beste Hairstyling.
Bei der Oscarverleihung 2011 wurde sie schließlich erneut für einen Oscar nominiert: Diesmal mit Edouard F. Henriques und Greg Funk für das Make-up in The Way Back (2010).
Weitere bekannte Filmen, bei denen sie als Maskenbildnerin mitarbeitete, waren Edward mit den Scherenhänden (1990), The Rock – Fels der Entscheidung (1996), Armageddon – Das jüngste Gericht (1998) sowie Pearl Harbor (2001).